# Эстридж, Филипп
Филипп Дональд Эстридж (англ. Philip Donald Estridge, 23 июня 1937 года — 2 августа 1985 года), известный как Дон Эстридж (англ. Don Estridge) — ведущий разработчик оригинального IBM Personal Computer (PC), в дальнейшем названный «отцом IBM PC». Его решения в значительной степени повлияли на компьютерную индустрию, приведя к значительному росту оборота рынка ПК и появлению целой отрасли производителей IBM-PC-совместимых компьютеров.

## Биография
Родился в Джэксонвилле (штат Флорида, США). Его отец был профессиональным фотографом. В 1955 году он окончил среднюю школу Бишоп Кенни Хай-скул (англ.), а в 1959 году стал выпускником университета Флориды.
Получив степень бакалавра в области электротехники в университете Флориды, Эстридж применял свои навыки в армии (при проектировании радиолокационной системы с помощью ЭВМ), в IBM и, напоследок, в центре космических полетов Годдарта НАСА, пока не переехал в Бока-Ратон в 1969 году.
Прежде чем возглавить команду разработчиков IBM PC, он был ведущим менеджером по разработке мини-компьютера IBM Series/1. После того, как проект оказался неудачным, он, согласно заверениям современников, потерял репутацию в глазах IBM, после чего был переведен в штаб-квартиру на позицию служащего, которую сотрудники IBM часто считали одной из форм наказания.
Работа Эстриджа над IBM PC началась в 1980 году после его назначения на пост главы подразделения IBM Entry Level Systems (с августа 1983 — IBM Entry Systems Division, ESD). Перед ним была поставлена задача разработать недорогой персональный компьютер, который бы мог конкурировать с разработками Apple Computer, Commodore International и подобных. Эстридж осознавал, что создание рентабельной альтернативы их продукции требует привлечения сторонних разработчиков аппаратного и программного обеспечения. Это значительным образом отличалось от предшествующей стратегии IBM, заключавшейся в том, чтобы полагаться на внутренние ресурсы при разработке мейнфреймов и соответствующих терминалов. Он также опубликовал спецификации IBM PC, позволив сторонним производителям периферийного аппаратного обеспечения воспользоваться его слотами расширения.
Конкурентная цена и расширяемость первой модели IBM PC 5150 в сочетании с репутацией IBM привели к высоким продажам среди корпоративных и частных клиентов. Эстридж быстро продвинулся по службе и к 1984 году занимал должность вице-президента по производству IBM, контролируя производственные процессы по всему миру. Стив Джобс предлагал Эстриджу пост президента компании Apple Computer с многомилионным жалованием, но Дон отклонил предложение.

## Семья
Женился на Мэри-Энн Хэллиер в сентябре 1958 года. В их браке родилось трое детей: Патрисия Энн, Мэри Эвелин и Сандра Мари.

## Смерть и наследие
Эстридж и его жена Мэри-Энн погибли 2 августа 1985 года в возрасте 48 лет в авиакатастрофе рейса 191 Dallas Air Lines в международном аэропорте Даллас/Форт-Уэрт. На момент его смерти в IBM ESD, разрабатывавшем IBM PC, PC DOS, PC LAN и TopView, работало около 10 000 человек, а число проданных IBM PC составляло более миллиона.

## Память
- В 1999 году журнал CIO отметил Эстриджа как одного из людей, «создавших индустрию».
- В честь него названа школа Дон Эстридж Хай-Тек Мидл-скул в Бока-Ратоне (бывшее строение IBM 051), которой Эстриджем были подарены его личные компьютеры IBM 5150.